# ئی‌ای مونترال
ئی‌ای مونترال (انگلیسی: EA Montreal) شرکت بازی ویدئویی کانادایی است، که در سال ۲۰۰۴ تأسیس شد.